# Guillaume Lucemburský (1963)
Princ Guillaume Lucemburský (Guillaume Marie Louis Christian; * 1. května 1963, zámek Betzdorf) je třetí syn a nejmladší dítě velkovévody Jana a velkovévodkyně Josefíny Šarloty Lucemburské.

## Život
Princ Guillaume se narodil na zámku Betzdorf. Navštěvoval střední školu v Lucembursku a ve Švýcarsku a v roce 1982 získal maturitu v Grenoblu. Svá studia pokračoval na Oxfordské univerzitě ve Spojeném království a později na Georgetownské univerzitě ve Washingtonu, D.C., kde promoval v roce 1987. 
Guillaume šest měsíců pracoval ve Washingtonu pro Mezinárodní měnový fond a strávil dva roky prací pro Komisi Evropských obcí v Bruselu. V současné době je ředitelem společnosti ArcelorMittal.
V noci z 10. na 11. září 2000 se princ Guillaume a princezna Sibilla stali účastníky vážné dopravní nehody nedaleko Paříže. Guillaume byl téměř měsíc v kómatu. Převod trůnu mezi jeho otcem velkovévodou Janem a jeho bratrem Jindřichem byl odložen z 28. září na 7. října.

## Svatba a děti
Princ Guillaume si vzal Sibillu Sandru Weiller y Torloniu (* 12. června 1968, Neuilly-sur-Seine), druhé dítě francouzského průmyslníka a mecenáše umění Paula-Annika Weillera (syn Paula-Louise Weillera a Aliki, lady Russellové) a italské šlechtičny donny Olimpie Torloni di Civitella-Cesi (dcera Alessandra Torlonia, 5. knížete z Civitella-Cesi a infantky Beatrix Španělské). Civilní obřad proběhl 8. září 1994 v Sélestatu a církevní obřad se konal 24. září 1994 v katedrále ve Versailles. Získala titul „princezny lucemburské“. Guillaume a Sibylla mají čtyři děti.
- Princ Paul-Louis Jean Marie Guillaume de Nassau (* 4. března 1998, Lucembursko).
- Princ Léopold Guillaume Marie Joseph de Nassau (* 2. května 2000, Lucembursko).
- Princezna Charlotte Wilhelmine Maria da Gloria de Nassau (* 2. května 2000, Lucembursko).
- Princ Jean André Guillaume Marie Gabriel Marc d'Aviano de Nassau (* 13. července 2004, Lucembursko).

Jejich synové jsou v linii následnictví lucemburského trůnu.
Princ Guillaume je kmotrem svého synovce, dědičného lucemburského velkovévody Guillauma. Je také jedním z kmotrů prince Achilea Andrea Řeckého a Dánského, druhého syna řeckého korunního prince Pavla.

## Vyznamenání

### Národní
- Lucembursko: Rytíř Nasavského domácího řádu zlatého lva
- Lucembursko: Rytíř velkokříže Řádu Adolfa Nasavského

### Zahraniční
- Albánská královská rodina: Rytíř velkokříže Skanderbegova královského řádu
- Belgie: Rytíř velkokříže Řádu koruny
- Španělsko: Rytíř velkokříže Řádu Isabely Katolické
- Švédsko: Rytíř velkokříže Řádu polární hvězdy